# Walenty Kubiś
Walenty Kubiś (ur. 1923, zm. 7 grudnia 2020 w Derby) – polski żołnierz w czasie II wojny światowej, kawaler Krzyża Srebrnego Orderu Wojennego Virtuti Militari.
Po wybuchu II wojny światowej we wrześniu 1939 został aresztowany przez NKWD, a następnie w lutym 1940 zesłany do miejscowości Noszul-Baza w priłuzskim rejonie, w Republice Komi. Po zwolnieniu z niewoli sowieckiej w sierpniu 1941 na mocy układu Sikorski-Majski wstąpił do Armii Polskiej. Od lutego 1944 jako żołnierz Dywizji Strzelców Karpackich 2. Korpusu Polskiego brał udział w kampanii włoskiej, w tym między innymi bitwie pod Monte Cassino. 
Był kawalerem Krzyża Srebrnego Orderu Wojennego Virtuti Militari. Po wojnie pozostał na emigracji w Wielkiej Brytanii, gdzie zmarł 7 grudnia 2020 w Derby. 